# Cantó d'Escuròlas
El cantó d'Escuròlas és un cantó francès del departament de l'Alier, situat al districte de Vichèi. Té 13 municipis i el cap és Escuròlas.

## Municipis
- Vaissa
- Brot e Vernet
- Brujat
- Chalmelh
- Conhat e Liona
- Escuròlas
- Espinassa e Vozela
- Autariba
- Saint-Didier-la-Forêt
- Saint-Pont
- Saint-Rémy-en-Rollat
- Serbannes
- Vendat

## Història
| Data d'elecció                           | Identitat           | Partit                        | Qualitat |
| ---------------------------------------- | ------------------- | ----------------------------- | -------- |
| 1945-1962                                | Fernand Auberger    | SFIO                          |          |
| 1962-1967                                | Alice Auberger      | SFIO                          |          |
| 1967-1985                                | Pierre Corniou      | SFIO, després PS, després MRG |          |
| 1985-1993                                | Jean Dubessay       | RPR                           |          |
| 1993-                                    | Jean-Jacques Rozier | Divers droite                 |          |
| les dades anteriors no són pas conegudes |                     |                               |          |
|                                          |                     |                               |          |

## Demografia
| 1962   | 1968   | 1975   | 1982   | 1990   | 1999   | 2007  |
| ------ | ------ | ------ | ------ | ------ | ------ | ----- |
| 12.801 | 14.067 | 15.883 | 17.972 | 19.247 | 19.267 | 4.936 |